# Lake Stevens
Lake Stevens is een plaats (city) in de Amerikaanse staat Washington, en valt bestuurlijk gezien onder Snohomish County.

## Demografie
Bij de volkstelling in 2000 werd het aantal inwoners vastgesteld op 6361.
In 2006 is het aantal inwoners door het United States Census Bureau geschat op 8007, een stijging van 1646 (25,9%).

## Geografie
Volgens het United States Census Bureau beslaat de plaats een oppervlakte van
5,6 km², geheel bestaande uit land. Lake Stevens ligt op ongeveer 80 m boven zeeniveau.

## Plaatsen in de nabije omgeving
De onderstaande figuur toont nabijgelegen plaatsen in een straal van 12 km rond Lake Stevens.